# Schwertliliengewächse
Die Schwertliliengewächse (Iridaceae) bilden eine weltweit verbreitete Pflanzenfamilie in der Ordnung der Spargelartigen (Asparagales). Die bekanntesten Gattungen sind die namensgebenden Schwertlilien (Iris) und die Gladiolen (Gladiolus).

## Beschreibung

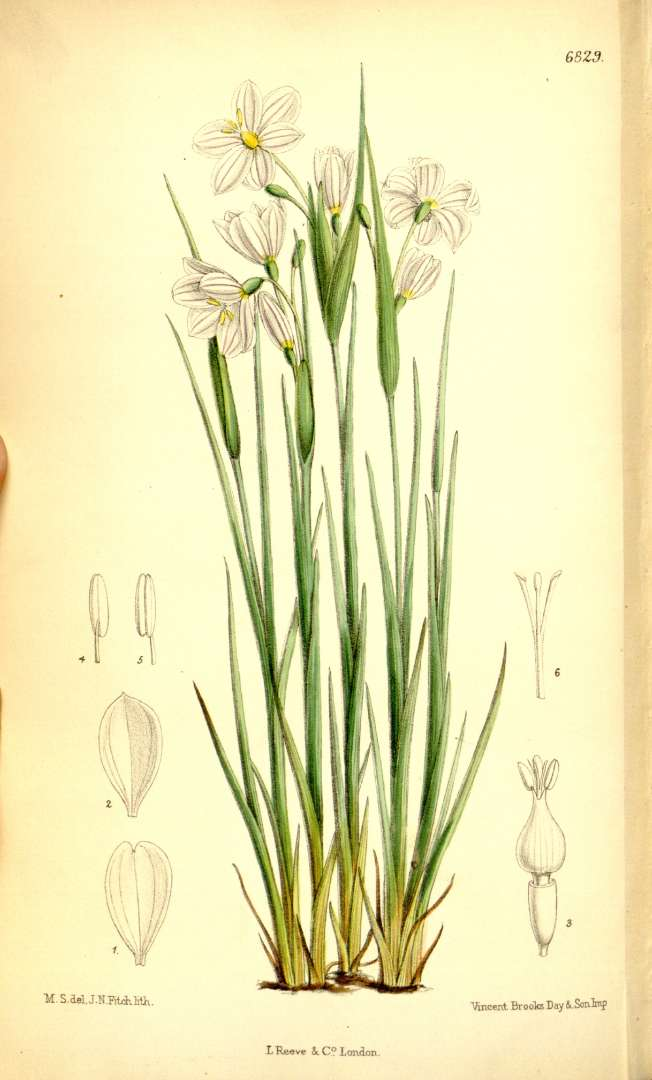
Illustration von Olsynium filifolium aus Curtis’s Botanical Magazine, Volume 111, 1885, Tafel 6829

Die Schwertliliengewächse können von anderen Einkeimblättrigen (Monokotyledonen) vor allem durch die oft schwertförmigen Laubblätter, deren Ober- und Unterseite morphologisch gleich (unifacial) sind und die Blüten mit nur einem Kreis mit drei Staubblättern sowie (außer in der Gattung Isophysis) einem unterständigen Fruchtknoten unterschieden werden.

### Erscheinungsbild

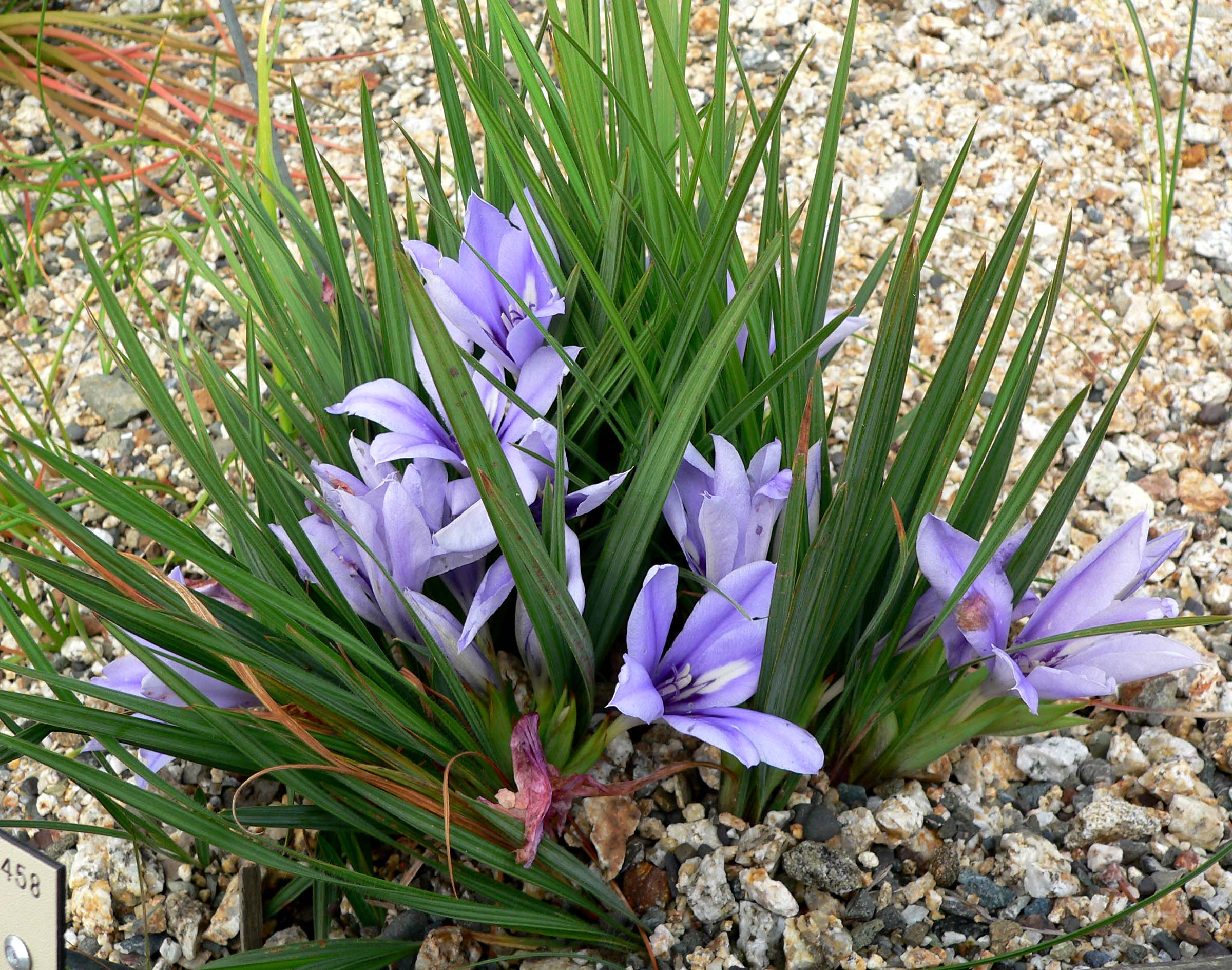
Tribus Croceae: Habitus von Babiana sambucina

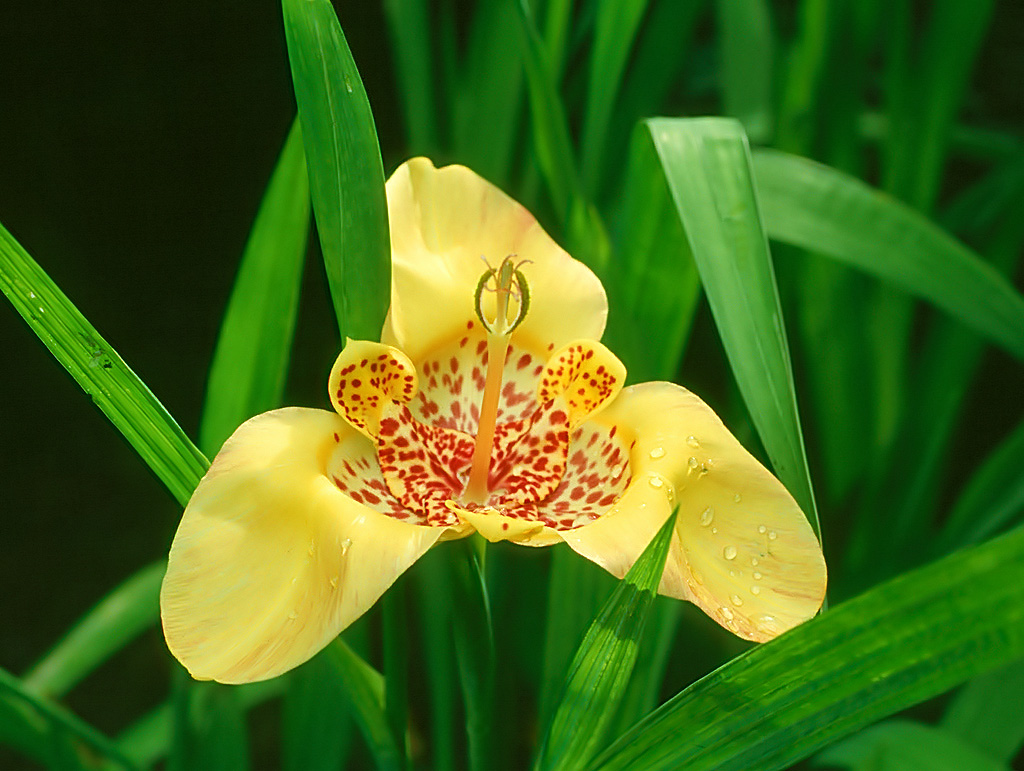
Tribus Tigridieae: Tigridia pavonia

Schwertliliengewächse sind meistens ausdauernde, krautige Pflanzen, nur selten sind sie einjährig (einige Sisyrinchium-Arten). Die Arten der Unterfamilie Nivenioideae verholzen.
Die Grundform der unterirdischen Überdauerungsorgane innerhalb der Familie ist ein kriechendes, ausdauerndes Rhizom, das meist kurz ist. In der Tribus Tigrideae haben sich zwiebelähnliche Knollen herausgebildet, die mit trockenen, bräunlichen Umhüllungen („Tunika“) umgeben sind. Im Mittelalter wurden die Rhizome der Schwertlilien lateinisch auch als acorus bezeichnet. Auch in den Untergattungen Scorpiris, Xiphion und Reticulata der Schwertlilien (Iris) kommen zwiebelähnliche Knollen vor, die dort wahrscheinlich unabhängig voneinander entstanden sind. Die Bildung von Knollen ist eine grundlegende Eigenschaft der Unterfamilie Crocoideae, tritt aber auch in einigen afrikanischen Gattungen der Untertriben Homeriinae und Ferrariinae innerhalb der Tribus Irideae auf. In den Crocoideae haben die Knollen einen ausgeprägten Zentralzylinder, bilden Wurzeln aus der Knollenbasis und bestehen meist aus mehreren Internodien. Die Ausbildung der Knollen unterscheidet sich innerhalb der Triben. In der Tribus Watsonieae entstehen sie aus einer achselständigen Knospe an der Basis des Blütensprosses, die Sprossung an der Knolle entsteht in der Knollenspitze. Im Gegensatz dazu entsteht in den Croceae zumindest ein Teil der Knollen aus der Basis des Blütensprosses, die Triebe des nächsten Jahres entstehen aus Knospen in den oberen Knoten der Knolle. Die Knollen innerhalb der Tribus Irideae haben einen diffus ausgeprägten Zentralzylinder, die Wurzeln entspringen einer Knospe an der Knollenspitze.

### Blätter
Die Laubblätter sind für gewöhnlich schwertförmig und auf Ober- und Unterseite morphologisch und anatomisch gleich (unifacial) und stehen an einer offenen Blattscheide. Abweichungen davon treten mit den gefalteten Blättern der Tigridieae und einiger Crocoideae (Babiana und die meisten Arten von Crocosmia) auf. Dorsiventrale Nebenblätter mit unterschiedlichen Blattoberflächen haben sich mehrfach ausgebildet, vor allem in den afrikanischen Homeriinae, eine Untertribus der Tribus Irideae. Die Untergattungen Scorpiris, Xiphium und Reticulata der Schwertlilien (Iris) haben Blätter mit unterschiedlicher Ober- und Unterseite. Dorsiventrale Blätter treten in den Ixioideae sowie den Gattungen der Krokusse (Crocus) und Syringodea. Geschlossene Blattscheiden sind in der ganzen Unterfamilie Crocoideae zu finden, gelegentlich treten sie auch in der Unterfamilie Iridoideae auf.

### Blütenstände
Die Grundform der Blütenstände der Familie ist das sogenannte Rhiphidium, eine spezialisierte, eingabelige Zyme. In der Unterfamilie Iridoideae stehen diese Rhiphidien entweder terminal an den Haupt- und Nebenspossen und können unterschiedlich gestaltet, rispig angeordnet sein, oder sie stehen terminal einzeln oder in Gruppen aus wenigen Rhiphidien. Diese Rhiphidien bestehen aus zwei großen, tragblattartigen Blütenscheiden, die jeweils einige bestielte Blüten umhüllen, die einem gemeinsamen Ansatzpunkt entspringen. Die Blüten werden nacheinander aus den Scheiden gehoben, je nach Anzahl der Blüten über einen Zeitraum von bis zu einer Woche. Für die Unterfamilie Nivenioideae sind meist paarweise verwachsene Rhiphidien charakteristisch. In der Gattung Isophysis der monogenerischen Unterfamilie Isophysidoideae stehen die Blüten einzeln, sind aber wie die Rhiphidien der Iridoidae von zwei gegenüberstehenden Blütenscheiden umgeben. In der Unterfamilie Crocoideae sind die Blüten aufsitzend und jeweils von einem äußeren Tragblatt und einem inneren, zweiteiligen Vorblatt umgeben. Außer in der Gattung Pillansia sind die Blüten aller Ixioideae an einer geraden oder leicht gebogenen Achse angeordnet, die damit eine Art Ähre bilden. In der Gattung Pillansia sind die Blüten rispenförmig angeordnet. In einigen Crocoideae sind die Ähren reduziert, so dass die Blüten einzeln oder an jeder Verzweigung der Blütenachse einzeln stehen. Diese Form des Blütenstandes tritt beispielsweise in den Gattungen Romulea, Syringodea und den Krokussen (Crocus) auf.

### Blüten

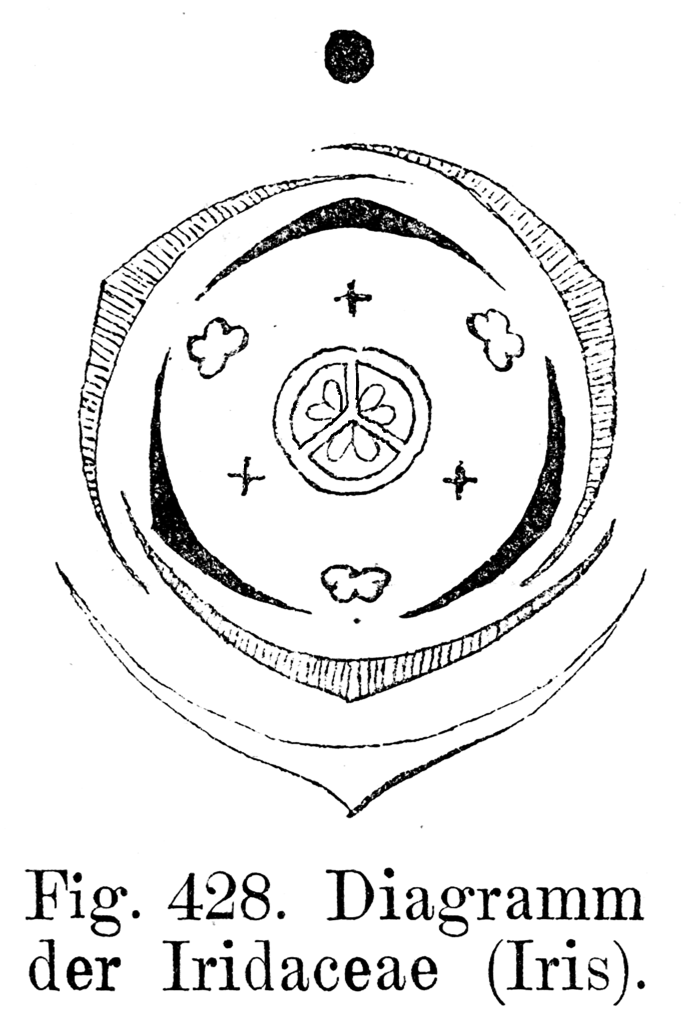
Blütendiagramm der Iridaceae am Beispiel von Iris

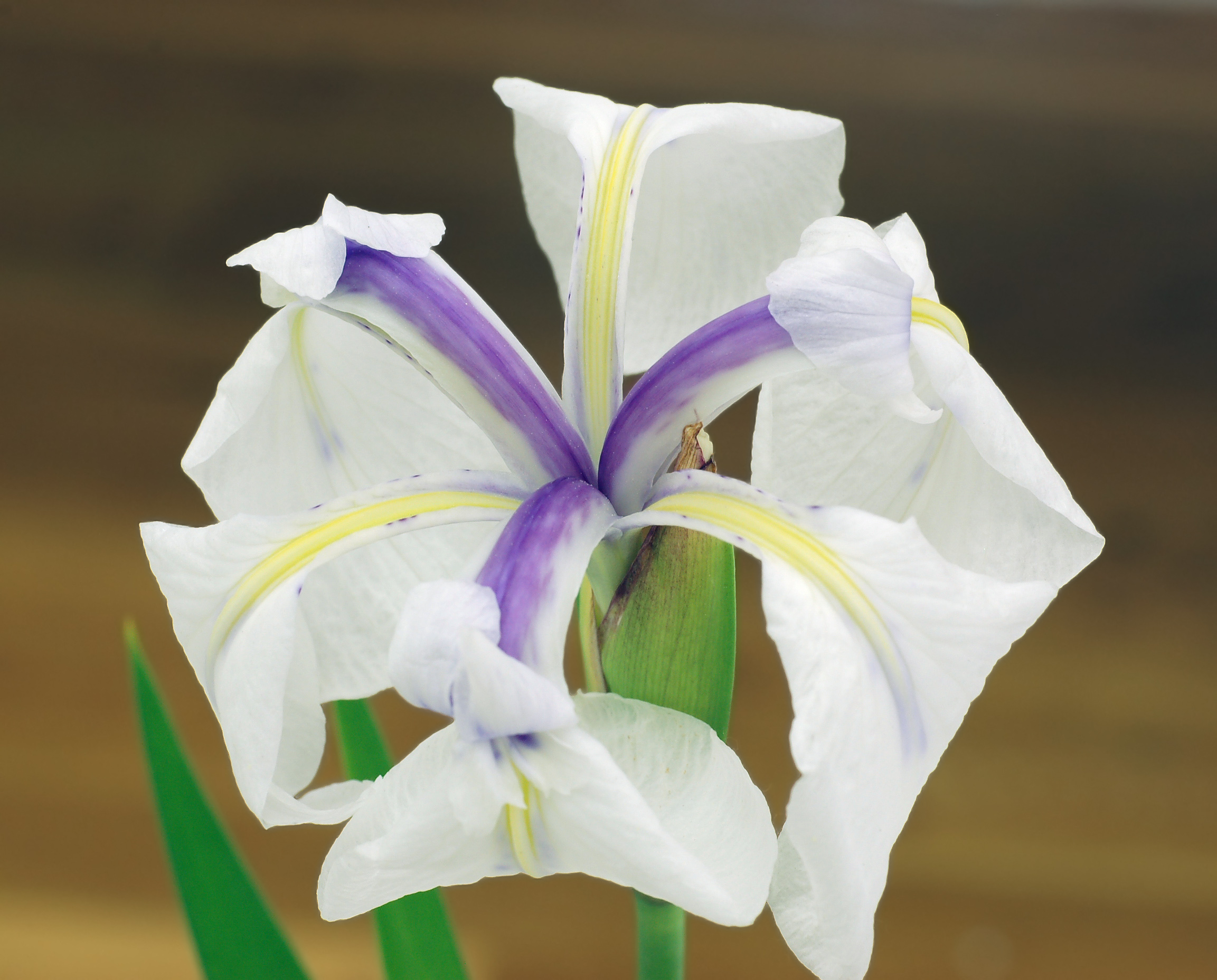
Tribus Irideae: Blüte einer Iris laevigata

Die zwittrigen Blüten der Schwertliliengewächse sind in Farbe, Größe und Form sehr variabel, grundlegende Eigenschaften sind die Dreizähligkeit und der Verlust des inneren Kreises der Staubblätter. Außer bei den Isophysidoideae ist der Fruchtknoten unterständig. Die Blüten sind oft radiärsymmetrisch, Ausnahmen bilden ein großer Teil der Crocoideae sowie die Gattung Diplarrhena aus den Iridoideae die zygomorph sind.
Die Blütenhüllblätter sind in allen Crocoideae sowie einigen Nivenioideae (Nivenia, Witsenia), Patersonioideae und Iridoideae (Schwertlilien (Iris), Moraea sect. Tubiflora, Olsynium) miteinander verwachsen. Eine Kronröhre ist für alle Crocoideae typisch, die Blüten dieser Unterfamilie sind mit einer Blühdauer von mindestens zwei Tagen sehr langlebig und besitzen eine unverzweigte Venatur, was sie von den kurzblühenden Blüten mit verzweigter Venatur der Iridoideae und Nivenioideae unterscheidet. Die Isophysidoideae haben ebenfalls langlebige Blüten.
Die Staubblätter zeichnen sich in den meisten Gattungen der Triben Mariceae und Tigridieae durch einen relativ schwachen Staubfaden aus, der kaum zum Stützen der Staubbeutel beiträgt. Diese sind daher leicht mit den oberen Teilen des Griffels verwachsen. In einigen Irideae und Tigridieae sind die Staubfäden miteinander verwachsen. Die Pollen der Schwertliliengewächse sind einfach gefurcht und besitzen ein dachförmig-netzartiges Exine (Pollenkornoberfläche). Die Crocoideae weichen leicht davon ab, das Exine ist hier fein punktiert und häufig fein bestachelt. Pollen ohne Apertur kommen in den Gattungen Syringodea und den Krokussen (Crocus) vor. Zweifurchige Pollen kommen häufig in den Tigridieae. Synkolpate Pollen treten häufig in den Iridoideae auf. Akolpate oder anomatreme Pollenkörner sind für einige Sektionen und Untergattungen der Schwertlilien (Iris) belegt.

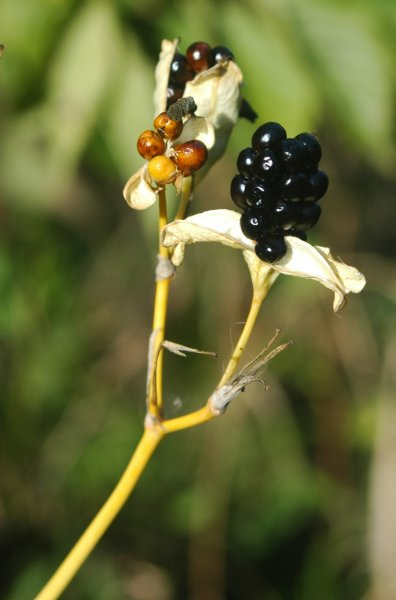
Offene Kapselfrüchte und Samen der Leopardenblume (Iris domestica, Syn.: Belamcanda chinensis)

Der Griffel innerhalb der Isophysidoideae und der Nivenioideae besteht aus relativ kurzen Lappen beziehungsweise Verzweigungen und ist auf der gesamten Oberfläche narbig. In viele Iridoideae haben die Griffel lange Verzweigungen, die oftmals über den Griffel selbst hinausstehen. Die Ränder dieser Verzweigungen sind zusammengerollt, so dass sie röhrenförmig sind und nur die Spitze narbig ist. In den Irideae, Mariceae und einigen Gattungen der Tigridieae ist dieser Aufbau weiter spezialisiert: die Spitzen der Griffelverzweigungen sind zu paarweise vorliegenden, aufrechten, nichtnarbigen Fortsätzen umgebildet, die narbige Oberfläche ist auf den unteren Teil beschränkt. In den Irideae sind die Fortsätze zusätzlich abgeflacht und kronblattähnlich, die Narbenoberfläche ist oftmals nur ein kleiner Bereich in der Mitte der Fortsätze. In den Trimezieae und vielen Tigridieae sind die Griffelfortsätze verdickt, der Narbenlappen hat selbst oft ein zweites Paar an aufrecht stehenden Fortsätzen, die den Fortsätzen an den Stempelverzweigungen ähneln, aber kleiner sind. In einigen Gattungen sind diese Griffelaufbauten zurückgebildet, so in den Eleutherine und Calydorea, wo sie nur lange, fadenförmige Arme bilden und in den Nemastylis, Alophia und den Tigerblumen (Tigridia), die paarweise vorliegende, für gewöhnlich schlanke Griffellappen besitzen.

### Früchte und Samen
Die fachspaltigen (lokuliziden) Kapselfrüchte besitzt drei Fruchtfächer, in denen die Samen in ein oder zwei Reihen stehen. Der Embryo liegt gerade im Samen und das Endosperm ist fleischig oder hornartig. Die Samen können einen Arillus oder Flügel besitzen.

## Systematik
Die Familie der Schwertliliengewächse (Iridaceae) besteht nach Goldblatt (2008) aus jetzt sieben Unterfamilien mit 66 Gattungen und etwas mehr als 2.000 Arten:
| - Unterfamilie Aristeoideae Vines: Sie enthält nur eine Gattung: - Aristea Sol. ex Aiton: Die etwa 55 Arten sind in Afrika und Madagaskar verbreitet. - Unterfamilie Crocoideae G.T.Burnett (Syn.: Ixioideae Rchb. ex Klatt): Sie enthält fünf Tribus mit etwa 29 Gattungen und etwa 1025 Arten: - Tribus Croceae Dumort. (Syn.: Ixieae Dumort.): Sie enthält etwa 14 Gattungen: - Afrocrocus J.C.Manning & Goldblatt: Sie enthält nur eine Art: - Afrocrocus unifolius (Goldblatt) Goldblatt & J.C.Manning (Sie wird meist als Syringodea unifolia Goldblatt in die Gattung Syringodea gestellt): Sie kommt in den südafrikanischen Provinzen Nordkap und Westkap vor. - Babiana Ker Gawl. ex Sims (Syn.: Acaste Salisb. nom. inval., Anaclanthe N.E.Br.): Die etwa 90 Arten sind im südlichen Afrika verbreitet. Die meisten Arten gedeihen in trockenen Gebieten, hauptsächlich entlang der Westküste. Sie kommen vom südlichen Sambia, Simbabwe und Namibia bis Südafrika vor. Der Schwerpunkt der Artenvielfalt liegt in Südafrika. - Chasmanthe N.E.Br.: Die nur drei Arten kommen in den südafrikanischen Provinzen Nord-, West- und Ostkap vor. - Krokusse (Crocus L.): Sie enthält mehr als 200 Arten in Eurasien und Nordafrika. - Dierama K.Koch: Die etwa 44 Arten sind im tropischen und südlichen Afrika verbreitet. - Duthiastrum M.P. de Vos: Sie enthält nur eine Art: - Duthiastrum linifolium (E.Phillips) M.P. de Vos: Sie ist in den südafrikanischen Provinzen Free State, Nordkap sowie North West verbreitet. - Geissorhiza Ker Gawl. (Syn.: Anomaza Laws. ex Salisb. nom. inval., Rochea Salisb., Weihea Eckl., Sphaerospora Klatt, Engysiphon G.J.Lewis): Sie enthält etwa 86 Arten in Südafrika. - Hesperantha Ker Gawl. (Syn.: Hesperanthus Salisb., Schizostylis Backh. & Harv.): Die etwa 82 Arten sind vom tropischen bis ins südliche Afrika verbreitet. - Ixia L. (Syn.: Houttuynia Houtt. nom. rej., Dichone Lawson ex Salisb., Hyalis Salisb. nom. nud., Agretta Eckl. nom. nud., Morphixia Ker Gawl., Wuerthia Regel): Sie enthält etwa 67 Arten in Südafrika. - Radinosiphon N.E.Br.: Sie enthält nur zwei Arten im südlichen Afrika: - Radinosiphon leptostachya (Baker) N.E.Br.: Sie kommt vom südlichen Tansania bis Eswatini sowie Mpumalanga vor. - Radinosiphon lomatensis (N.E.Br.) N.E.Br.: Sie kommt nur in Mpumalanga vor. - Scheinkrokusse (Romulea Maratti): Die etwa 92 Arten sind in Afrika und im Mittelmeerraum verbreitet. - Sparaxis Ker Gawl. (Syn.: Synnotia Sweet, Streptanthera Sweet, Anactorion Raf., ×Sparanthera Cif. & Giacom.): Die etwa 15 Arten kommen nur in den südafrikanischen Provinzen Nordkap und Westkap vor. - Syringodea Hook. f.: Die sieben bis acht Arten sind in Südafrika verbreitet - Tritonia Ker Gawl. (Syn.: Waitzia Rchb. nom. superfl., Montbretia DC., Freesea Eckl. nom. nud., Belendenia Raf., Tritonixia Klatt, Montbretiopsis L.Bolus): Die etwa 30 Arten sind im tropischen und südlichen Afrika verbreitet. - Tribus Freesieae Goldblatt & J.C.Manning: Sie enthält vier Gattungen: - Montbretien (Crocosmia Planch., Syn.: Crocanthus Klotzsch ex Klatt nom. nud., Curtonus N.E.Br.): Die etwa acht Arten sind im tropischen und südlichen Afrika sowie Madagaskar verbreitet. - Devia Goldblatt & J.C.Manning: Sie enthält nur eine Art: - Devia xeromorpha Goldblatt & J.C.Manning: Von dieser seltenen Art sind nur zwei Fundorte in den höchstgelegenen Bereichen des Roggeveld Escarpment nordwestlich von Sutherland im Nordkap bekannt. Sie gedeiht auf felsigen Lehm im Renosterveld in Höhenlagen von 1500 bis 1700 Metern. - Freesia Klatt (Syn.: Anomatheca Ker Gawl., Nymanina Kuntze): Die etwa 15 Arten sind im östlichen tropischen und südlichen Afrika verbreitet. - Xenoscapa (Goldblatt) Goldblatt & J.C.Manning: Von den nur zwei Arten ist eine im südlichen Afrika verbreitet und die andere ist selten und kommt nur im Nordkap vor. - Tribus Gladioleae Dumort.: Sie enthält nur zwei Gattungen: - Gladiolen (Gladiolus L.): Sie enthält etwa 262 Arten in Afrika, Madagaskar und Eurasien. - Melasphaerula Ker Gawl.: Sie enthält nur eine Art: - Melasphaerula ramosa (L.) Klatt: Sie ist von Namibia bis zu den südafrikanischen Provinzen Ost-, Nord- sowie Westkap verbreitet. - Tribus Tritonopsideae Goldblatt & J.C.Manning: Sie enthält nur eine Gattung: - Tritoniopsis L.Bolus (Syn.: Schweiggera E.Mey. ex Baker, Anapalina N.E.Br., Tanaosolen N.E.Br., Exohebea R.C.Foster): Sie enthält etwa 24 Arten in Südafrika. - Tribus Watsonieae Klatt: Sie enthält acht Gattungen: - Cyanixia Goldblatt & J.C.Manning: Sie enthält nur eine Art: - Cyanixia socotrana (Hook. f.) Goldblatt & J.C.Manning: Sie wurde 2004 aus Babiana ausgegliedert und ist ein Endemit auf Sokotra. - Lapeirousia Pourr.: Die etwa 42 Arten sind im tropischen und südlichen Afrika weitverbreitet. - Micranthus (Pers.) Eckl.: Von nur drei südafrikanischen Arten kommen zwei nur im Westkap und die andere auch im Nordkap vor. - Pillansia L.Bolus: Sie enthält nur eine Art: - Pillansia templemannii (Baker) L. Bolus: Sie kommt nur in der südafrikanischen Provinz Westkap vor. - Savannosiphon Goldblatt & Marais: Sie enthält nur eine Art: - Savannosiphon euryphylla (Harms) Goldblatt & Marais: Sie ist im tropischen südlichen Afrika verbreitet. - Thereianthus G.J.Lewis: Die etwa elf Arten kommen nur in der südafrikanischen Provinz Westkap vor. - Watsonia Mill. (Syn.: Meriana Trew, Lomenia Pourr., Lemonia Pers., Warneria Mill. ex L., Neuberia Eckl. nom. nud.): Sie enthält etwa 51 Arten im südlichen Afrika. - Zygotritonia Mildbr.: Sie enthält vier Arten im tropischen Afrika. - Unterfamilie Geosiridoideae Goldblatt & J.C.Manning: Sie enthält nur eine Gattung: - Geosiris Baillon: Sie enthält nur zwei Arten: - Geosiris albiflora Goldblatt & J.C.Manning: Sie wurde 2010 aus Mayotte erstbeschrieben. - Geosiris aphylla Baill.: Sie kommt auf Madagaskar vor. - Unterfamilie Iridoideae Eaton: Sie enthält fünf Tribus mit etwa 30 Gattungen und etwa 900 Arten: - Tribus Diplarrheneae Goldblatt: Sie enthält nur eine Gattung: - Diplarrhena Labill.: Sie enthält nur zwei Arten im südöstlichen Australien und Tasmanien. - Tribus Irideae Kitt.: Sie enthält fünf Gattungen mit über 300 Arten: - Bobartia L.: Sie enthält etwa 15 Arten in Südafrika. - Dietes Salisb. ex Klatt: Sie enthält sechs Arten auf der Lord-Howe-Insel, im östlichen und südlichen Afrika. - Ferraria Burm. ex Mill.: Sie enthält etwa 14 Arten im tropischen und südlichen Afrika. - Schwertlilien (Iris L.) (Syn.: Hermodactylus Mill., Xiphion Mill., Xyphion Medik. orth. var., Belamcanda Adans. nom. cons., Beverna Adans., Chamoletta Adans., Gemmingia Heist. ex Fabr., Iriastrum Heist. ex Fabr., Xuris Adans., Xeris Medik., Chamaeiris Medik., Gattenhofia Medik., Pseudo-iris Medik., Pardanthus Ker Gawl., Evansia Salisb., Thelysia Salisb., Juno Tratt., Limniris (Tausch) Rchb., Oncocyclus Siemssen, Limnirion Opiz, Costia Willk., Coresantha Alef., Neubeckia Alef., Spathula Fourr., Xyridion (Tausch) Fourr., Joniris (Spach) Klatt, Ioniris Baker orth. var., Cryptobasis Nevski, Sclerosiphon Nevski, Iridodictyum Rodion., Siphonostylis Wern.Schulze, Junopsis Wern.Schulze, ×Pardancanda L.W.Lenz, Pardanthopsis (Hance) L.W.Lenz, Alatavia Rodion., Ophioiris (Y.T.Zhao) Rodion., Eremiris (Spach) Rodion.): Die etwa 280 Arten sind in Eurasien, Nordafrika und Nordamerika weitverbreitet. - Moraea Mill. (Syn.: Sisyrinchium Mill. nom. illeg., Vieusseuxia D.Delaroche, Galaxia Thunb., Hexaglottis Vent., Homeria Vent., Diaphane Salisb., Freuchenia Eckl., Jania Schult. & Schult. f., Phaianthes Raf., Hymenostigma Hochst., Plantia Herb., Gynandriris Parl., Iridopsis Welw. ex Baker, Helixyra Salisb. ex N.E.Br., Barnardiella Goldblatt, Roggeveldia Goldblatt, Rheome Goldblatt, Sessilistigma Goldblatt): Sie enthält etwa 198 Arten in Eurasien (Mittelmeerraum, Naher und Mittlerer Osten) und Sub-Sahara-Afrika einschließlich Südafrika. - Tribus Sisyrinchieae Baker: Sie enthält etwa sechs Gattungen: - Libertia Spreng. (Syn.: Tekel Adans., Tekelia Scop. orth. var., Renealmia R.Br. nom. illeg., Nematostigma A.Dietr., Orthrosanthes Raf., Taumastos Raf., Choeradodia Herb., Ezeria Raf.): Die etwa 15 Arten in Australasien (südöstliches Queensland bis südöstliches Australien und Neuseeland) und in den Anden bis ins südliche Südamerika verbreitet. - Olsynium Raf. (Syn.: Phaiophleps Raf., Symphyostemon Miers nom. superfl., Psithyrisma Herb. in Lindl. nom. superfl., Chamelum Phil., Ona Ravenna): Sie enthält etwa 17 Arten in der Neuen Welt vom westlichen Kanada bis zu den westlichen USA und von Costa Rica bis ins südliche Südamerika verbreitet. - Orthrosanthus Sweet (Syn.: Eveltria Raf.): Die etwa neun Arten sind im südlichen Australien und von Mexiko über Zentralamerika bis zum nordwestlichen Argentinien verbreitet. - Grasschwertel (Sisyrinchium L., Syn.: Bermudiana Mill., Hydastylus Dryand. ex Salisb., Souza Vell., Paneguia Raf., Pogadelpha Raf., Echthronema Herb., Eriphilema Herb., Glumosia Herb., Oreolirion E.P.Bicknell): Sie enthält etwa 200 Arten in gemäßigten bis subtropischen Gebieten in der Neuen Welt bis zu den Falklandinseln und auf Hawaiianischen Inseln. - Solenomelus Miers (Syn.: Cruckshanksia Miers nom. inval., Lechlera Griseb., Susarium Phil.): Sie enthält zwei Arten in Chile und im südlichen Argentinien. - Tapeinia Comm. ex Juss.: Sie enthält eine Art: - Tapeinia pumila (G.Forst.) Baillon (Syn.: Ixia pumila G.Forst., Witsenia pumila (G.Forst.) Vahl, Sisyrinchium pumilum (G.Forst.) Hook. f., Ixia magellanica Lam., Tapeinia magellanica (Lam.) J.F.Gmel., Moraea magellanica (Lam.) Willd., Witsenia magellanica (Lam.) Pers., Galaxia magellanica (Lam.) Steud.): Sie kommt in Feuerland im südlichen Chile und südlichen Argentinien vor. - Tribus Tigridieae Baker: Sie enthält etwa 15 Gattungen in der Neotropis: - Alophia Herb. (Syn.: Eustylis Engelm. & A.Gray): Die etwa fünf Arten sind vom Süden den zentralen und südlichen USA über Mexiko sowie Zentralamerika bis Brasilien verbreitet. - Calydorea Herb. (Syn.: Botherbe Steud. ex Klatt, Roterbe Klatt orth. var., Catila Ravenna, Itysa Ravenna, Tamia Ravenna): Die etwa 21 Arten sind in der Neotropis verbreitet. - Cipura Aubl. (Syn.: Marica Schreb., Bauxia Neck.): Die etwa acht Arten von Mexiko über Zentral- bis Südamerika und auf Karibischen Inseln. - Cobana Ravenna: Sie enthält nur eine Art: - Cobana guatemalensis (Standl.) Ravenna (Syn.: Eleutherine guatemalensis Standl., Calydorea guatemalensis (Standl.) R.C.Foster): Sie kommt in Guatemala und Honduras vor. - Becherschwertel (Cypella Herb., Syn.: Polia Ten., Kelissa Ravenna, Onira Ravenna): Die etwa 30 Arten sind von Brasilien bis Peru und nördliche Argentinien verbreitet. - Eleutherine Herb.: Die nur zwei Arten sind von Zentral- bis Südamerika und auf Karibischen Inseln verbreitet. - Ennealophus N.E.Br.: Sie enthält fünf Arten in Südamerika. - Gelasine Herb.: Sie enthält etwa sechs Arten in Südamerika. - Herbertia Sweet: Sie enthält etwa sieben Arten im gemäßigten Südamerika und Süden der USA. - Hesperoxiphion Baker: Sie enthält etwa vier Arten in den Anden. - Larentia Klatt: Sie enthält etwa vier Arten im nördlichen Südamerika und Mexiko (wird auch in Cypella eingeschlossen). - Mastigostyla I.M.Johnst. (Syn.: Cardenanthus R.C.Foster): Sie enthält etwa 20 Arten in Südamerika. - Nemastylis Nutt. (Syn.: Chlamydostylus Baker): Die etwa sechs Arten sind von den zentralen USA über Mexiko bis Honduras verbreitet. - Salpingostylis Small: Sie enthält nur eine Art: - Salpingostylis coelestina (W.Bartram) Small: Sie kommt in Florida vor. - Tigerblumen (Tigridia Juss., Syn.: Hydrotaenia Lindl., Beatonia Herb., Rigidella Lindl., Pardinia Herb., Cardiostigma Baker, Fosteria Molseed, Ainea Ravenna, Colima (Ravenna) Aarón Rodr. & Ortiz-Cat.): Sie enthält etwa 45 bis 55 Arten in Süd- und Mittelamerika. - Tribus Trimezieae Ravenna: Sie enthält etwa drei Gattungen mit etwa 66 Arten in der Neotropis: - Neomarica Sprague (Syn.: Marica Ker Gawl. nom. illeg., Galathea Liebm. non Cass. ex Less., Cypella Klatt nom. illeg.): Die etwa 28 Arten sind von Mexiko über Zentralamerika und von Trinidad über Brasilien bis ins nordöstliche Argentinien verbreitet. - Pseudotrimezia R.C.Foster: Die etwa 18 Arten sind im südöstlichen Brasilien verbreitet. - Trimezia Salisb. ex Herb. (Syn.: Lansbergia de Vriese, Poarchon Allemão, Xanthocromyon H.Karst., Remaclea C.Morren, Anomalostylus R.C.Foster): Die etwa 20 Arten sind von den Kleinen Antillen bis zum tropischen Südamerika verbreitet. - Unterfamilie Isophysidoideae Takhtajan ex Thorne & Reveal: Sie enthält nur eine Gattung: - Isophysis T.Moore ex Seemann: Sie enthält nur eine Art: - Isophysis tasmanica (Hook.) T.Moore (Syn.: Hewardia tasmanica Hook.): Die Heimat ist Tasmanien. - Unterfamilie Nivenioideae Schulze ex Goldblatt: Sie enthält drei Gattungen und etwa 14 verholzenden Arten, die nur in der westlichen Capensis, nur in der südafrikanischen Provinz Westkap vorkommen: - Klattia Baker: Die nur drei Arten sind Endemiten in der südafrikanischen Provinz Westkap. - Nivenia Vent.: Die elf Arten kommen nur in der südafrikanischen Provinz Westkap vor. - Witsenia Thunb.: Sie enthält nur eine Art: - Witsenia maura (L.) Thunb.: Dieser Endemit kommt nur in der südafrikanischen Provinz Westkap vor. - Unterfamilie Patersonioideae Goldblatt: Sie enthält nur eine Gattung: - Patersonia R.Br. nom. cons. (Syn.: Genosiris Labill. nom. rej.): Die etwa 21 Arten sind in Australien, Borneo, Sumatra und Neuguinea verbreitet. |